# Edotia transversa
Edotia transversa är en kräftdjursart som beskrevs av Menzies 1962. Edotia transversa ingår i släktet Edotia och familjen tånglöss. Inga underarter finns listade i Catalogue of Life.